# موتوماهی استرالیایی
موتوماهی استرالیایی (نام علمی: Engraulis australis) نام یک گونه از سرده لاشه‌ماهیان است.